# Domaine d'Aono
Le domaine d'Aono (青野藩, Aono-han) est un éphémère domaine féodal japonais de l'époque d'Edo situé dans la province de Mino (actuelle préfecture de Gifu). Il existe brièvement au XVIIe siècle, et a été dirigé par le clan Inaba.

## Liste des daimyos
Trois daimyos dirigent le domaine d'Aono :
- Clan Inaba (fudai daimyo ; 12 000 koku)

1. Inaba Masatsugu
2. Inaba Masayoshi
3. Inaba Masayasu

## Source de la traduction
- (en) Cet article est partiellement ou en totalité issu de l’article de Wikipédia en anglais intitulé « Aono Domain » (voir la liste des auteurs).